# Косогор (Советский район)
Косогор — деревня в Советском районе Кировской области в составе Ильинского сельского поселения. 

## География
Находится на левом берегу реки Немда на расстоянии примерно 15 километров по прямой на юг от районного центра города Советск.

## История
Известна с 1701 года как починок Косогорский. В 1873 году здесь (деревня Косогор) было учтено дворов 56 и жителей 561, в 1905 92 и 644, в 1926 115 и 556, в 1950 66 и 268. В 1989 году оставалось 24 жителя. 

## Население
Постоянное население составляло 6 человек (русские 100%) в 2002 году, 1 в 2010.